# شانس دیگه‌ای نداشته باش
«شانس دیگه‌ای نداشته باش» یا «شانس دیگه‌ای نداری» (انگلیسی: Don't Stand Another Chance) آهنگی از جنت جکسون هنرمند آمریکایی است که در دومین آلبوم استودیویی او، خیابان رویا (۱۹۸۴) گنجانده شده است. این اثر توسط مارلون جکسون و جان بارنز نوشته شده است. مارلون همچنین آن را تهیه کرد و به همراه برادرانش مایکل، جرمین، تیتو و جکی، خواننده‌های پشتیبان بودند. «شانس دیگه‌ای نداشته باش» به‌عنوان تک‌آهنگ اصلی از خیابان رویا در ۱۳ اوت ۱۹۸۴ توسط ای-اند-ام رکوردز منتشر شد.